# Jean Gabriel Marchand
Pour les articles homonymes, voir Marchand.
Jean Gabriel Marchand, né le 10 décembre 1765 à L'Albenc dans le Dauphiné et mort le 12 novembre 1851 à Saint-Ismier en Isère, est un général de division français de la Révolution et de l’Empire, grand aigle de la Légion d'honneur et comte de l'Empire. 
Il exerce tout d'abord son métier d'avocat, avant de devenir capitaine dans l'armée révolutionnaire. Il sert d'abord en Italie sous les ordres d'un certain nombre de généraux, puis participe à la première campagne d'Italie de 1796 à 1797. Marchand devient colonel la même année et remplit différentes fonctions en Italie. En 1799, il combat à la bataille de Novi avec le général Joubert, qui y est tué. Promu général de brigade peu après, il est transféré à l'armée du Rhin en 1800.
En 1805, au début des guerres napoléoniennes, Marchand dirige sa brigade à Haslach-Jungingen et Dürenstein. Il est ensuite nommé général de division dans le corps du maréchal Ney, et prend part à la bataille d'Iéna et au siège de Magdebourg en 1806. À la fin de l'année, avec sa division, il parvient à vaincre 3 000 soldats prussiens, et en 1807 se distingue à Eylau, Guttstadt et Friedland. Napoléon, pour le récompenser, le fait grand aigle de la Légion d'honneur et comte de l'Empire. En 1808 Marchand se rend en Espagne pour participer à la guerre de la péninsule. En l'absence de Ney, il prend le commandement du 6e corps et subit une sévère défaite à la bataille de Tamames face à l'armée espagnole du duc del Parque. Il fait partie, de 1810 à 1811, de la troisième invasion du Portugal au sein des forces du maréchal Masséna, et se bat à Ciudad Rodrigo, Almeida et Buçaco. Le général se distingue particulièrement au cours de la retraite française, et mène sa division à Fuentes de Oñoro contre les Anglais de Wellington.
L'année suivante il retourne aux côtés de l'Empereur pour être présent lors de la campagne de Russie. La division Marchand est engagée aux batailles de Lützen, Bautzen et Leipzig en 1813. Le général participe ensuite à la campagne de France de 1814, où il défend la frontière des Alpes contre les Autrichiens. Pendant les Cent-Jours, il est chargé par Louis XVIII d'arrêter Napoléon près de Grenoble, mais il ne peut empêcher ses troupes de se rallier à l'ex-empereur. Il est traduit pour cela en conseil de guerre, mais est acquitté. Marchand se retire par la suite à Saint-Ismier, dans l'Isère, où il demeure jusqu'à sa mort. Son nom est inscrit sous l'arc de triomphe de l'Étoile à Paris.

## Biographie

### Famille
Jean Gabriel Marchand naît le 10 décembre 1765 à L'Albenc, dans la province du Dauphiné. Il est le fils de Jacques Marchand (1731-1808), né à Saint-Hilaire-du-Rosier, fermier général du seigneur de Saint-Priest, négociant, propriétaire à l'Albenc, et de Catherine Clément (1736-1800).
Il épouse le 10 janvier 1800 à Grenoble, Jeanne Marie Emilie Dejean, née à Vif dans l'Isère le 21 juillet 1774 et morte à Grenoble le 31 décembre 1841, dix ans avant son époux.
Il est l'oncle par alliance du maréchal Randon.

### Guerres de la Révolution

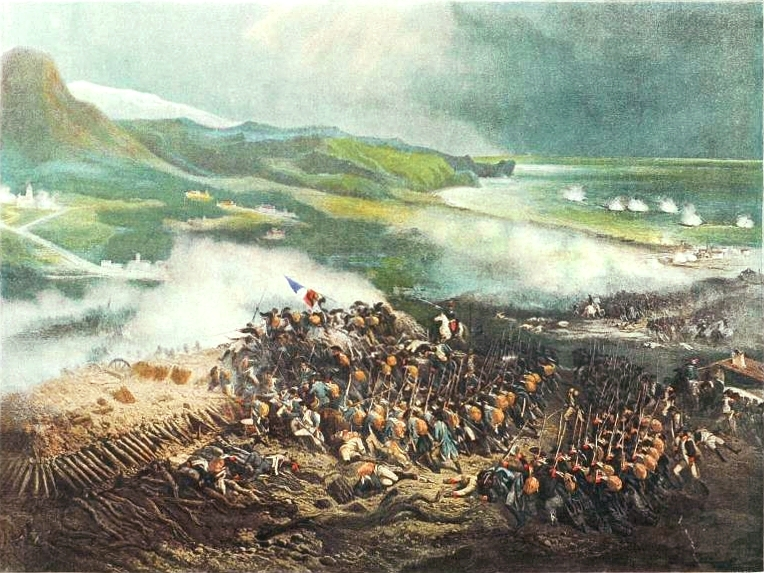
Prise d'une redoute par les Français lors de la bataille de Loano, les 23 et 24 novembre 1795. Peinture d'Hippolyte Bellangé.

Il devient avocat et s'installe à Grenoble. Cependant, il se rallie aux idées de la Révolution française et rejoint l'armée révolutionnaire en 1791, où il est nommé capitaine d'une compagnie légère du 4e bataillon de volontaires de l'Isère. Il participe de fait aux guerres de la Révolution et sert en Italie de 1792 à 1799. Il combat une première fois en Savoie, où il reçoit une citation, puis au siège de Toulon en 1793. Marchand passe ensuite à l'état-major du général Jean-Baptiste Cervoni et se lie d'amitié avec le colonel Joubert. À la bataille de Loano, les 23 et 24 novembre 1795, lui et le colonel Jean Lannes mènent 200 grenadiers contre une redoute ennemie armée de six canons ; la fortification est prise d'assaut avec succès, et les grenadiers hongrois qui la défendaient sont repoussés. Pour ce fait d'armes, le capitaine Marchand est promu chef de bataillon par le général Schérer.
En 1796 Marchand participe à la première campagne d'Italie comme officier d'état-major de Laharpe, et accompagne à ce titre le général Bonaparte lors d'une reconnaissance du terrain, peu avant la bataille de Montenotte. Il est présent aux batailles de Ceva et de Caldiero en 1796 avant d'être détaché à l'état-major de Joubert. Au mois de juin, à la tête de 300 carabiniers de la 3e demi-brigade, il surprend un campement autrichien et fait 400 prisonniers. Il est blessé à la poitrine le 29 juillet, lors des préliminaires de la bataille de Castiglione. L'année suivante il est capturé par les Autrichiens, mais est rapidement échangé et reçoit ses épaulettes de chef de brigade. Marchand sert quelque temps comme commandant de la place de Rome en 1798 sous les ordres de Gouvion-Saint-Cyr, et subit une disgrâce passagère. Cependant, avant de partir pour l'Italie, Joubert le prend en qualité d'aide de camp : il participe ainsi à la bataille de Novi, le 15 août 1799, où Joubert est tué à ses côtés. Marchand est nommé général de brigade et se distingue sur le Rhin en 1800.

### Premières campagnes de l'Empire

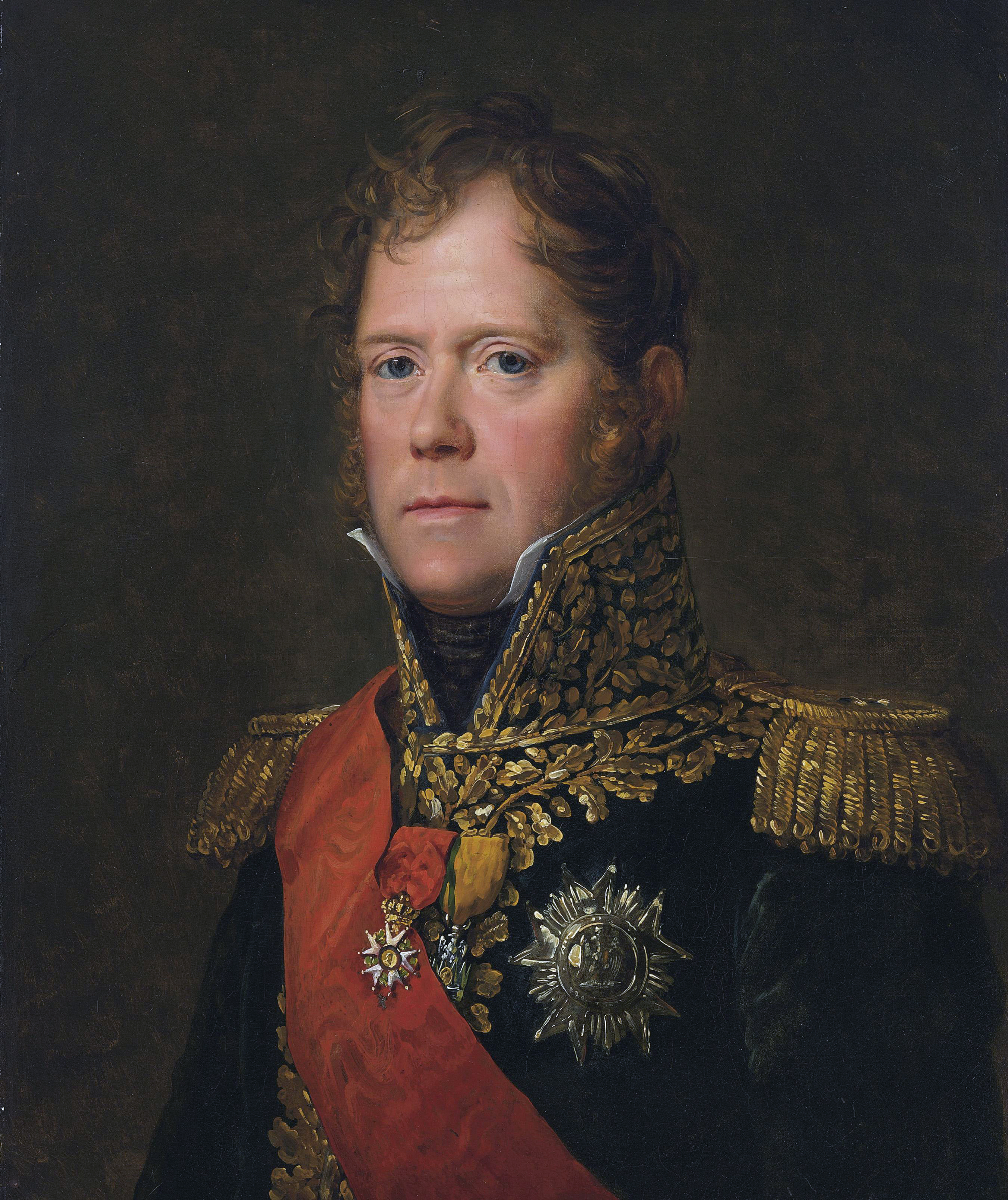
Le maréchal Ney, commandant en chef du 6e corps. Huile sur toile de François Gérard, vers 1805.

En 1805, les empires d'Autriche et de Russie déclarent la guerre à la France ; c'est le début des guerres de la Troisième Coalition. Marchand commande à ce moment une brigade de la division Dupont, appartenant au 6e corps du maréchal Ney. Le 11 octobre 1805, la brigade Marchand est engagée lors de la bataille de Haslach-Jungingen, où les 7 500 hommes de Dupont résistent à 25 000 soldats autrichiens. Les Français, malgré des pertes sévères, mettent 1 100 adversaires hors de combat et font 3 000 prisonniers. Au cours de la poursuite du corps de Werneck, la division Dupont prend part aux combats d'Herbrechtingen et de Neresheim, les 17 et 18 octobre. Marchand est également présent à la bataille de Dürenstein, le 11 novembre.
Il est nommé général de division le 24 décembre 1805. La Prusse entre à son tour dans la guerre contre Napoléon, qui décide de prendre l'offensive en 1806. De son côté, Marchand reçoit le commandement de la 1re division du 6e corps de Ney, au sein duquel il participe à la bataille d'Iéna, le 14 octobre : son subordonné Villatte mène le 6e régiment d'infanterie légère tandis que le général Roguet dirige les 39e, 69e et 76e de ligne, à deux bataillons chacun. La division Marchand assiste également au siège de Magdebourg qui dure d'octobre à novembre 1806. La Prusse vaincue, l'Empereur se lance à la poursuite de l'armée russe de Bennigsen. Un affrontement sérieux se déroule à Czarnowo, à la fin de décembre 1806. Le 24, le maréchal Ney ordonne à la division Marchand d'occuper les villages de Soldau et de Mława. Le général arrive à Soldau le lendemain dans l'après-midi avec deux régiments, et disperse un bataillon prussien. Peu après, il est rejoint par le reste de ses troupes qui ont fait un détour par Mława. À 17 h, la brigade prussienne Diercke attaque Soldau, mais est repoussée après de durs combats. Marchand indique avoir perdu 220 tués ou blessés, tandis que Ney déclare que son lieutenant a infligé des pertes de 800 hommes aux Prussiens. Entre-temps, le 6e léger est temporairement remplacé à la division par le 27e de ligne. Marchand dirige encore sa division lors de la bataille d'Eylau, le 8 février 1807.

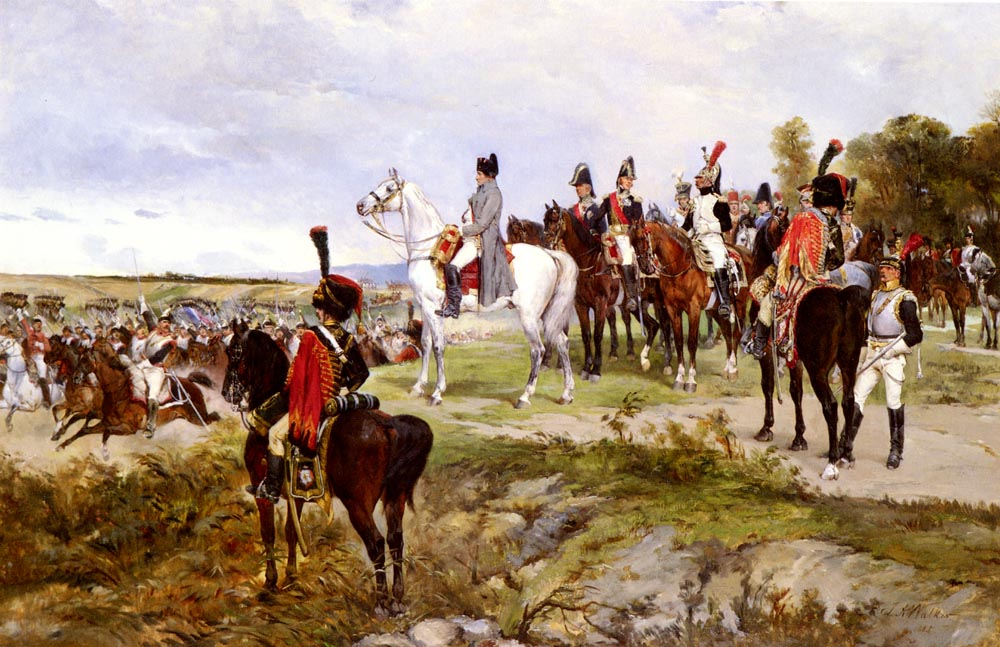
Napoléon à la bataille de Friedland, le 14 juin 1807. Peinture de James Alexander Walker, XIXe siècle.

Le général Bennigsen n'est toutefois pas vaincu de manière décisive, et parvient à se retirer. Le 5 juin, avec 63 000 hommes, il tombe sur l'arrière-garde française commandée par Ney, et forte de 17 000 soldats. C'est la bataille de Guttstadt. La division Marchand, où vient d'être réincorporé le 6e léger, prend position au nord du village de Guttstadt, tandis que la division Bisson se déploie au sud. Les Français résistent aux assauts russes, notamment grâce à l'appui de nombreux tirailleurs. De fait, le maréchal Ney ne retraverse la rivière Passarge que le lendemain, après avoir mis hors de combat plus de 2 000 russes au prix de pertes équivalentes.
Quelques jours après cet affrontement, le 14 juin, les armées française et russe se rencontrent à la bataille de Friedland. La division Marchand fait partie du corps de Ney sur le flanc droit, caché dans le bois de Sortlack. À 17 h 30, une salve de 20 canons donne le signal de l'attaque. Les troupes de Ney sont chargées d'enfoncer l'aile gauche de Bennigsen. En sortant du bois, Marchand se place sur la droite et disperse l'infanterie légère adverse, puis tente d'acculer les Russes à la rivière Alle. Ce mouvement provoque néanmoins un écart entre Marchand et la division Bisson, faille que la cavalerie russe tente d'exploiter. Marchand reçoit à ce moment l'appui de la cavalerie de La Tour-Maubourg et repousse la charge. Le 6e corps reprend sa progression mais est arrêté par le feu de l'artillerie russe, installée sur la rive gauche. Bennigsen en profite pour lancer une nouvelle fois sa cavalerie sur la division Bisson, obligeant les soldats de Ney à reculer. Le 1er corps de Victor intervient alors à son tour et rétablit la situation, ce qui donne le temps à Ney de rallier le 6e corps puis de repousser la Garde impériale russe. À 20 h 30, les troupes de Marchand et de Bisson s'emparent du village de Friedland.
Le 13 juillet 1807, Marchand est décoré du grand aigle de la Légion d'honneur. L'Empereur, en plus de cette distinction, le fait comte de l'Empire le 26 octobre 1808.

### Guerre de la péninsule Ibérique

#### Opérations en Galice
En 1808 les Français entrent en Espagne et forcent les Bourbons à abdiquer au profit de Joseph Bonaparte, le frère de Napoléon. La population espagnole se révolte : c'est le début de la guerre d'Espagne. Le général Marchand, qui est toujours à la tête de la 1re division du 6e corps, est envoyé sur le théâtre des opérations. En février 1809 sa division compte près de 6 900 soldats répartis en douze bataillons. Le maréchal Ney fait alors campagne en Galice, mais ses 17 000 soldats peinent à contrôler l'ensemble du territoire. Le 19 mai, à Gallegos, le marquis de la Romana, avec 9 500 réguliers et miliciens, attaque les 3 000 hommes de la brigade Maucune, appartenant à la division Marchand, et lui inflige 500 victimes. Ney accourt avec le reste de la 1re division et refoule La Romana du champ de bataille. Cependant, à la mi-juin 1809, Ney se voit contraint d'abandonner la Galice et se replie sur Astorga. 
Le même mois Napoléon place le 6e corps de Ney sous le commandement du maréchal Soult. Avec les troupes de Ney ainsi que le 2e et le 5e corps, Soult prévoit d'envelopper l'armée britannique de Wellesley par le sud afin de l'anéantir. Toutefois, le général britannique bat le roi Joseph et les maréchaux Jourdan et Victor à la bataille de Talavera, le 28 juillet. Les guérilleros espagnols ayant intercepté un courrier français, Wellesley apprend que Soult arrive du nord avec trois corps d'armée. Les Britanniques se replient alors immédiatement en direction du Portugal et échappent à l'encerclement. Au cours de ces opérations, l'avant-garde de Ney se heurte aux troupes du général Wilson à Puerto de Baños le 12 août, mais la division Marchand n'est pas engagée. En septembre, le général émet une proclamation à l'encontre des guérilleros de la région de Salamanque et procède à l'arrestation de plusieurs éleveurs accusés de soutenir le chef de guérilla Julián Sánchez. 

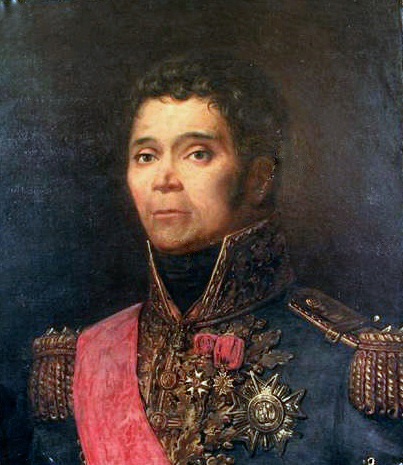
Le général Kellermann, comte de Valmy. Peinture du XIXe siècle.

À l'automne 1809, l'armée espagnole du duc del Parque lance une offensive contre le 6e corps. En l'absence du maréchal Ney, Marchand prend le commandement en chef et se porte à la rencontre des Espagnols, qu'il affronte le 18 octobre à la bataille de Tamames. Avec seulement 14 000 hommes et 14 canons, il entreprend de déloger les 20 000 hommes et les 18 pièces d'artillerie de del Parque, retranchés sur les collines en arrière du village de Tamames. Marchand engage les hostilités en envoyant la brigade Maucune sur le flanc gauche espagnol, alors que le 25e léger reçoit l'ordre de contourner l'aile droite ; la brigade Marcognet, placée au milieu du dispositif français, s'avance face au centre adverse. Les soldats de Maucune font d'importants progrès à gauche, mais l'assaut sur le centre est stoppé par l'infanterie et l'artillerie espagnoles : mis en désordre, les six bataillons de Marcognet s'enfuient, ce qui oblige Marchand à faire donner la brigade Delabassée pour éviter la déroute. Marchand se retire du champ de bataille, défait. Le 6e corps laisse 1 400 tués ou blessés sur le terrain, contre 700 Espagnols seulement.
À la suite de cet échec, Marchand évacue son quartier général de Salamanque et se retire au nord de Toro, où le général Kellermann le rejoint avec une division de dragons et un contingent d'infanterie. Kellermann prend le commandement des forces françaises et reprend Salamanque, puis repart au nord pour lutter contre la guérilla. Le 6e corps de Marchand doit alors faire face à nouveau aux armées du duc del Parque qui, profitant de l'absence de Kellermann et de sa supériorité numérique, réoccupe Salamanque. Toutefois, informé de la victoire française à Ocaña, le commandant espagnol juge plus prudent de se retirer dans les montagnes. Entre-temps, Kellermann reparaît avec ses dragons et se lance à la poursuite de del Parque aux côtés de Marchand. La cavalerie française rattrape ses adversaires le 28 novembre à Alba de Tormes et leur inflige une sévère défaite. Les troupes de Marchand arrivent sur les lieux vers la fin de la bataille, mais réussissent à s'emparer du pont et de la ville d'Alba de Tormes. Les Français, au prix de quelques centaines d'hommes, mettent hors de combat 2 000 soldats espagnols, font un millier de prisonniers et récupèrent neuf canons ainsi que la plupart des bagages de l'armée vaincue.

#### Invasion du Portugal

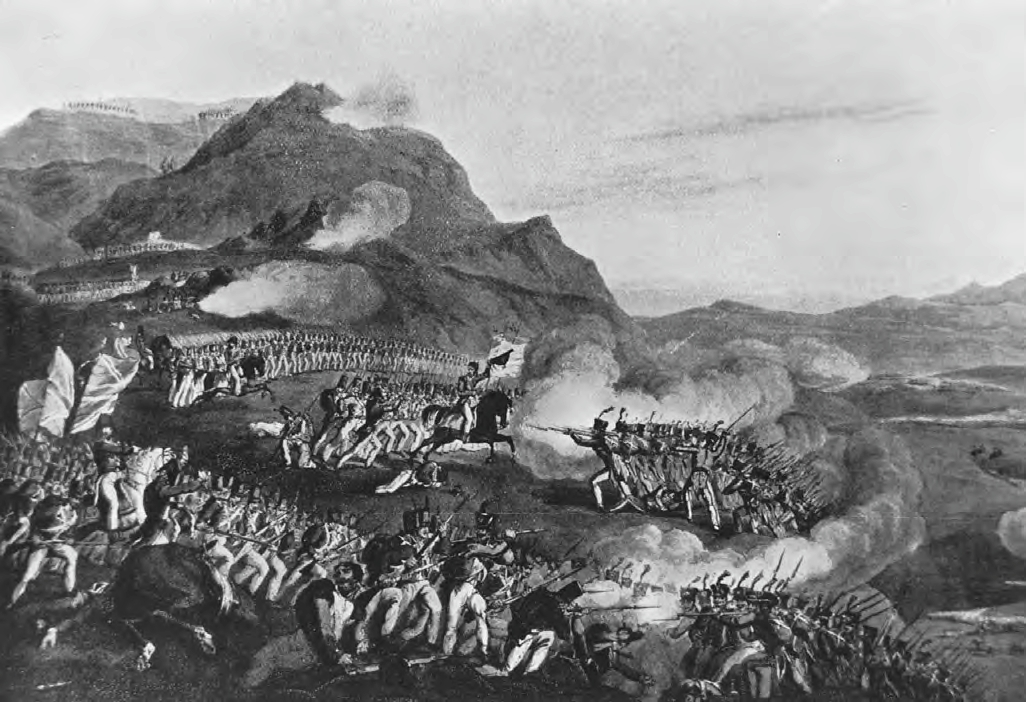
La bataille de Buçaco, le 27 septembre 1810. Gravure de Thomas St. Clair, 1898.

En 1810, Marchand sert toujours en Espagne. Le maréchal Masséna, à cette époque, se prépare à envahir le Portugal avec 65 000 hommes. Le 6e corps de Ney participe aux opérations, et se bat au siège de Ciudad Rodrigo du 26 avril au 9 juillet, et  à celui d'Almeida, du 25 juillet au 27 août. Au 15 septembre 1810, la division Marchand comprend deux brigades : la 1re, commandée par Maucune, aligne le 6e léger et le 69e de ligne ; la 2e, sous les ordres de Marcognet, se compose des 39e et 76e de ligne. L'effectif total est de 6 457 hommes et 214 officiers. Entretemps, l'armée du maréchal Masséna s'est avancée au Portugal et a obligé les forces de Wellington à reculer. Le 27 septembre, le général britannique fait volte-face et se retranche sur les hauteurs de Buçaco pour y attendre les Français. Masséna arrive sur le terrain, et après s'être concerté avec ses subordonnés, ordonne une attaque frontale. La division Loison s'avance sur la route principale en direction de la crête, échange des coups de feu avec les tirailleurs adverses avant d'être mitraillée sur les hauteurs par l'infanterie et l'artillerie britanniques. Les assaillants battent en retraite avec de lourdes pertes. Marchand, de son côté, décide de soutenir Loison et atteint les bois en contrebas du village de Sula, défendus par l'infanterie légère de Wellington. Le feu s'engage, et après un dur combat, les Français contraignent les tirailleurs à se replier. Les fantassins de Marchand sortent des bois, mais se font alors décimer par la brigade Pack qui les ramène en bas de la pente. La progression de la brigade Maucune est arrêtée par l'artillerie britannique, et l'échec des troupes de Loison détermine Ney à rompre le combat. Les pertes sont nombreuses chez les Français : la division Marchand laisse ainsi près de 1 200 tués ou blessés sur le champ de bataille.
En dépit de cette défaite, l'armée française reprend sa marche vers Lisbonne. Masséna a toutefois la surprise de tomber en chemin sur les lignes de Torres Vedras, édifiées par Wellington pour protéger l'accès à la capitale portugaise. Le maréchal, dépourvu de canons de siège, passe l'hiver devant les fortifications avant d'ordonner la retraite. Au printemps 1811 la division Marchand, placée à l'arrière-garde, se distingue au combat de Pombal, le 11 mars, et à la bataille de Redinha le lendemain, où Ney repousse les assauts de Wellington. Le 14 mars la division légère du général Erskine affronte les soldats de Ney à Casal Novo. Les Britanniques, qui n'ont pas reconnu la position française, sont repoussés par Marchand et laissent 155 hommes sur le terrain. Le 6e corps est de nouveau accroché le 15 à Foz de Arouce : alors qu'elles sont en train de traverser la Ceira, les divisions Marchand et Mermet sont attaquées par l'infanterie britannique du général Pack, qui crée un début de panique. La brigade Maucune conserve néanmoins sa discipline, et malgré une méprise du 8e corps qui lui tire dessus en la prenant pour une unité anglaise, disperse les fantassins de Pack à la baïonnette. Les pertes s'équilibrent à 120 hommes de part et d'autre. Au début du mois de mai, le maréchal Masséna se retourne contre le gros des troupes de Wellington à la bataille de Fuentes de Oñoro, où une partie de la division Marchand participe à l'attaque du village le 3 mai. Deux jours après, le général déloge le 85e Regiment of Foot et le 2e Caçadores portugais de Pozo Bello, et les repousse en arrière du village où les deux bataillons sont taillés en pièces par la cavalerie française. Wellington parvient toutefois à rétablir la situation, obligeant Masséna à se replier. Peu après, le maréchal Marmont remplace Masséna à la tête de l'armée du Portugal. Le nouveau commandant en chef remanie l'organisation du corps et renvoie en France un certain nombre de généraux, dont Marchand.

### Dernières campagnes
Napoléon rappelle à lui le général Marchand en 1812, à l'occasion de la campagne de Russie. Il devient le chef d'état-major du roi Jérôme Bonaparte, qui commande le VIIIe corps d'armée. Marchand ne peut cependant collaborer efficacement avec le plus jeune frère de l'Empereur qui s'abstient de lui communiquer les instructions émanant du quartier général impérial. Après la défection de Jérôme, il repasse sous les ordres du maréchal Ney en prenant le commandement de la 25e division du 3e corps, avec laquelle il se distingue aux batailles de Valoutina Gora et de la Moskova.
En 1813 pendant la campagne d'Allemagne, Marchand est à la tête de la 39e division d'infanterie. Celle-ci aligne la brigade Stockhorn, essentiellement composée de Badois, et la brigade Emil, formés avec des soldats hessois. La division Marchand est engagée au sein du 3e corps aux batailles de Lützen et Bautzen au mois de mai. Marchand est alors transféré au 11e corps du maréchal Macdonald, avec lequel il combat à la bataille de Leipzig en octobre. L'affrontement se solde par une défaite française décisive, qui oblige Napoléon à retraiter vers la France. 
Le général Marchand est chargé de la défense de l'Isère lors de la campagne de 1814. Le 1er mars ses troupes se portent sur Saint-Julien-en-Genevois, conjointement avec celles du général Dessaix, pour en chasser la division autrichienne Klebelsberg (de). Marchand mène personnellement une colonne d'infanterie qui progresse en direction du village avec l'appui des tirailleurs, tandis que Dessaix attaque Viry et livre de vigoureux combats contre les Autrichiens. Alors que Marchand s'apprête à ordonner l'assaut sur Saint-Julien, l'artillerie autrichienne ouvre le feu et contraint les Français à reculer. Dessaix veut repartir à l'attaque, mais il en est empêché par Marchand qui ne veut plus entreprendre aucun mouvement offensif ; de fait, les deux belligérants se font face le reste de la journée. Toutefois, craignant de voir Genève encerclée par les troupes du maréchal Augereau, le général Bubna fait parvenir à Klebersberg l'ordre d'abandonner Saint-Julien, laissant les Français maîtres du champ de bataille. L'abdication de l'Empereur le 6 avril 1814 met fin aux hostilités.

### Le «vol de l'Aigle» et la Seconde Restauration

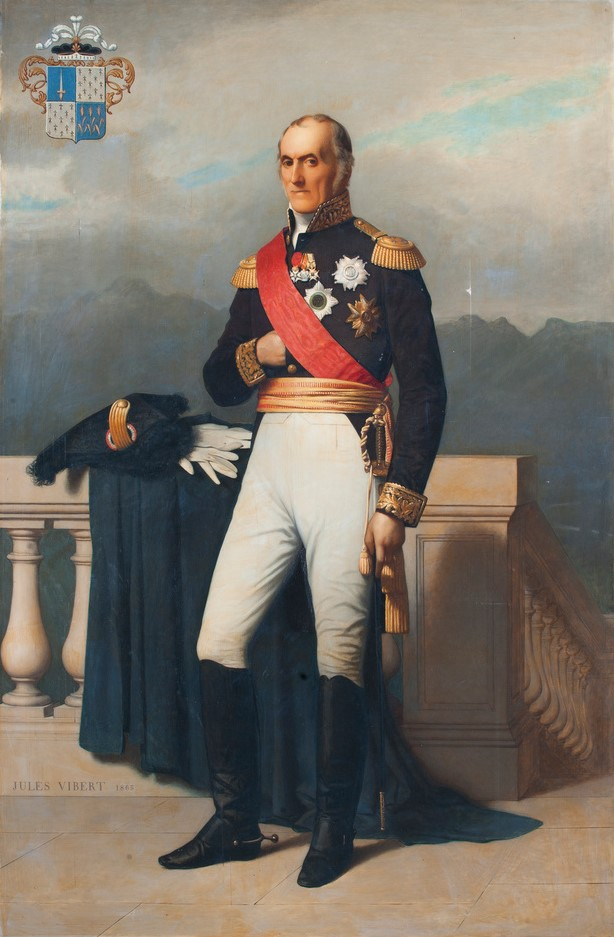
Portrait en pied du général Marchand, huile sur toile de Jules Vibert, 1865, musée de Grenoble.

Louis XVIII le confirme dans son commandement de la 1re subdivision de la 7e division à Grenoble. Le 26 février 1815, Napoléon quitte l'île d'Elbe et débarque en France à Golfe-Juan. L'ex-empereur, déterminé à reprendre son trône, marche sur Grenoble avec un millier de soldats de la Garde. Le 6 mars 1815, une partie des troupes de Napoléon atteint Gap, au sud de Grenoble. Le général Marchand, responsable de la division militaire de la région, dispose de trois bataillons des 5e et 7e de ligne, du 3e régiment du génie et du 4e régiment de hussards. Il détache le colonel Delessart avec un bataillon du 5e de ligne et une compagnie de sapeurs afin de faire sauter le pont de Ponhaut. Delessart s'exécute mais, informé de l'approche de Napoléon, se retire dans un défilé à proximité de Laffrey. Le 7 mars, les soldats du 5e se rallient à Napoléon lors de l'épisode de la prairie de la Rencontre. Celui-ci est renforcé le lendemain par le 7e de ligne, commandé par le colonel La Bédoyère qui a fait défection à son tour.

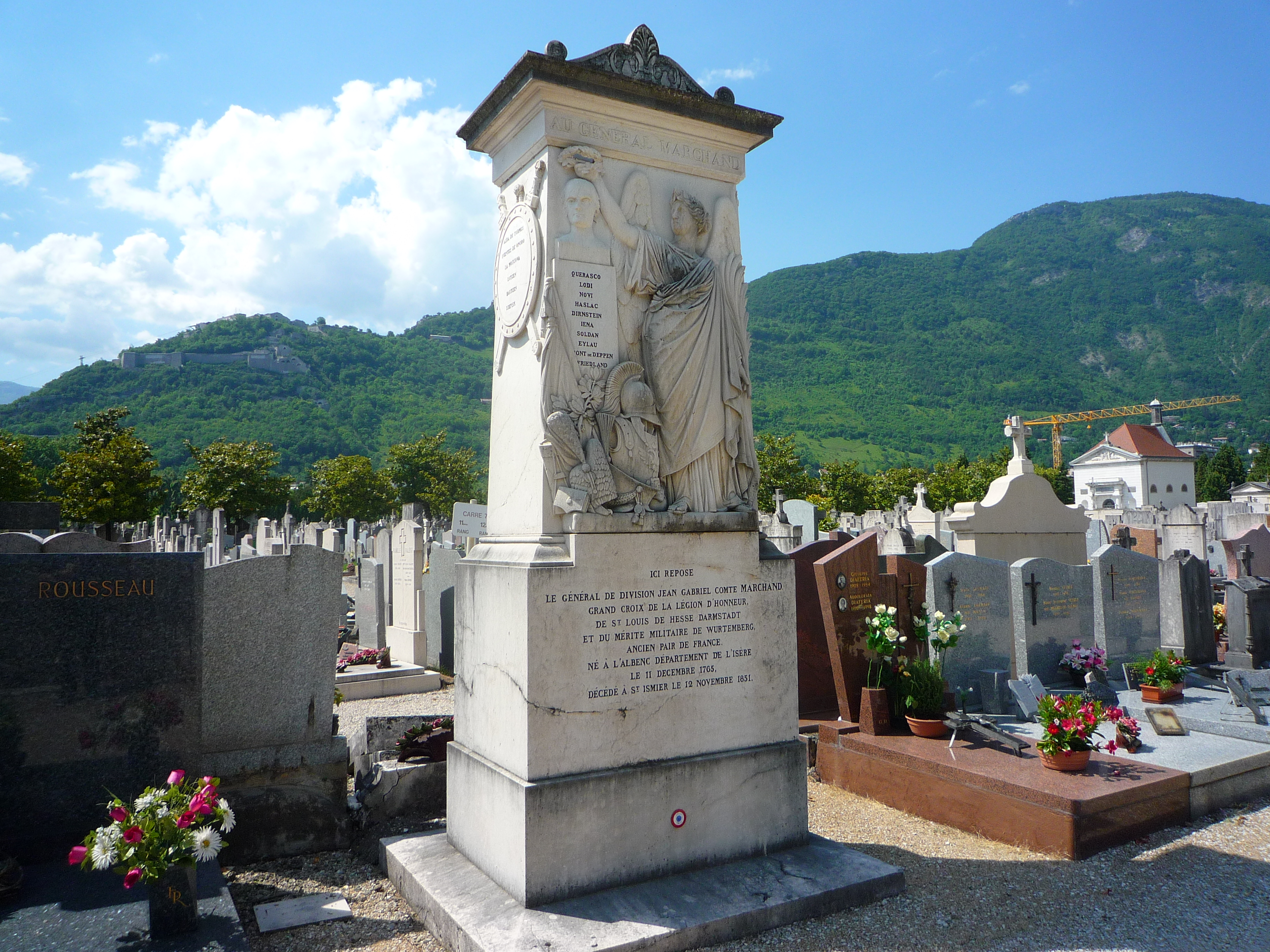
Tombe du général Marchand à Grenoble.

Personne ne pouvant désormais arrêter la marche de Napoléon, le général Marchand ordonne de fermer les portes de l'enceinte de Grenoble et demande que les canons soient prêts à faire feu. Toutefois, craignant une réaction violente des Grenoblois presque totalement acquis à l'Empereur, le commandant de l'artillerie accepte de se rendre aux forces impériales, tandis que les habitants démantèlent la porte de Bonne et font un accueil triomphal à Napoléon. Le général Marchand, refusant de le servir, se retire au fort Barraux.
Après la défaite française de Waterloo le 18 juin 1815, et le retour des Bourbons, Marchand est accusé d'avoir livré sans défense la ville de Grenoble à l'« usurpateur ». Démis de son commandement le 4 janvier 1816, il comparaît devant une cour martiale à Besançon et est acquitté après six mois de procès. Le général quitte néanmoins le service en 1818 et se retire alors à Saint-Ismier, dans l'Isère, où il se consacre à l'agriculture. Ainsi, dans une lettre du 13 janvier 1817 adressée au préfet, l'adjoint au maire note que Marchand « a employé douze travailleurs pendant deux mois et a fourni des vêtements pour treize villageois pauvres ». En 1825, le général prend sa retraite, et meurt le 12 novembre 1851 à l'âge de 85 ans. Il est inhumé au cimetière Saint-Roch de Grenoble. Ses papiers personnels sont conservés aux Archives nationales sous la cote 275AP.
Napoléon déclare à son sujet : « le général Marchand n'est pas maréchal d'Empire, mais il vaut quatre maréchaux ». Cependant, dans un courrier adressé au ministre de la Guerre Clarke peu après la défaite de Tamames, l'Empereur écrit : « faites-lui connaître [au roi Joseph] que, si le maréchal Ney n'avait pas été rappelé de Salamanque, mon armée n'eût pas essuyé un pareil affront ; que le général Marchand est incapable de commander en chef, et que, quand j'emploie des maréchaux, c'est que j'en sens le besoin ». Ce jugement recoupe celui du maréchal Soult qui, lors de la prise de commandement du 6e corps par Marchand en 1809, affirme à propos de ce dernier : 

« M. le général de division Marchand ne peut rester longtemps livré à lui-même. Comme divisionnaire, il est, sans contredit, un des meilleurs généraux de l'armée impériale et, sous ce rapport, j'en ferai toujours l'éloge. Mais la tâche est trop forte pour lui, comme commandant un corps d'armée ; l'excès de son zèle lui fait souvent voir les choses en noir, il est sujet à s'alarmer et je craindrais qu'il ne résultât des inconvénients si le général Marchand restait chargé de ce commandement. »

## Décorations et hommages
Le général Marchand est grand-croix de la Légion d'honneur, chevalier de l'ordre de Saint-Louis, grand-croix de l'ordre du Mérite militaire du Wurtemberg et de l'ordre de Saint-Louis de 1re classe de Hesse-Darmstadt. Il est également fait comte d'Empire le 26 octobre 1808 et devient pair de France par ordonnance du 3 octobre 1837. Son nom est inscrit sur l'arc de triomphe de l'Étoile.
Une rue de Grenoble porte son nom.
En 1999, le musée de la Révolution française lui a consacré une exposition temporaire.

## Iconographie
- Jules Louis Joseph Vibert, Portrait en pied du général Marchand, 1865, huile sur toile. Coll. musée de Grenoble (inv. MG 537).